# Жевченко Юрій
Архієпископ Юрій (Жéвченко) (* 17 лютого 1885, слобода Єлизаветградка — 1938, Караганда, концтабір ГУЛАГ СССР) — український церковний діяч, єпископ УАПЦ з титулом Одеський і Миколаївський. Батько актриси Тамари Жевченко-Яновської. Тесть відомого письменника Юрія Яновського.
З 1911 р. священник Відомства православного сповідання Російської імперії, з 1914 — 1917 рр. — військовий священник. В часи УНР — голова Церковної комісії Українського національного союзу.
Висвячений Митрополитом УАПЦ Василем Липківським. 1920 р. один з організаторів Всеукраїнської Православної Церковної Ради. З 1922 р. єпископ УАПЦ Сквирської церковної округи, 1924 — 1928 рр. єпископ у Полтаві, згодом в Одесі (Одесько-Миколаївська церковна округа). 1929 р. заарештований групою ОГПУ СССР і засланий на 8 років до концтаборів у Караганду, де після поновленого ув'язнення загинув за невідомих обставин.

## Життєпис
Юрій Жевченко народився 17 лютого 1885 року в слободі Єлизаветградка Єлисаветградського повіту Херсонської губернії. Навчався і закінчив духовну семінарію, 1911 року — Новоросійський (Одеський) університет. З 1912 року працював учителем Одеської Першої гімназії. У 1914 році був висвячений на священика, і з початком війни пішов на фронт як військовий духівник. Відомо, що у 1917—1918 роках був священиком Київської інструкторської школи.
Під час революції прийняв платформу Центральної ради, брав діяльну участь у вирішенні багатьох питань соціального та духовного характеру. Після приходу до влади Гетьмана Павла Скоропадського ув'язнений, проте згодом звільнений. З листопада 1918 р. отець Юрій Жевченко — голова Церковної комісії Українського національного союзу. Душпастир та викладач київської інженерної школи старшин армії УНР.
Юрій Жевченко у 1920 р. став настоятелем парафії у Сквирі, а з липня цього ж року — священиком Андріївської церкви у Києві. На початку 1921 року — священник у с. Фасова на Київщині. 8 лютого 1921 року протоієрей Юрій Жевченко обраний заступником головноуповноваженого протоієрея Василя Липківського по заснуванню українських православних парафій і організації церковних відправ українською мовою у Київському повіті.
Був членом Всеукраїнської Православної Церковної Ради. У жовтні 1921 р. брав участь у роботі Українського православного собору Київщини.
У квітні 1922 р. висвячений на єпископа Сквирського УАПЦ, здобув значного авторитету серед вірних Церкви.
Наприкінці 1922 року Жевченка під час його приїзду на великі збори ВПЦР до Києва було взято під арешт. Після звільнення продовжував своє служіння на Сквирщині.
1924—1927 рр. — єпископ та архієпископ Полтавський. Після Полтави отець Юрій повертається до Одеси.
1928 р. він був призначений архієпископом Одеським і Миколаївським, і плідно працював на духовній ниві до вересня 1929 р., коли був заарештований за «контрреволюційну діяльність» органами ОГПУ. У цей же час були заарештовані й інші владики УАПЦ, серед яких митрополит Василь Липківський, архієпископи Михайло Борецький, Іван Павловський, Юрій Міхновський.
Під час розслідування справи «фахівці» ДПУ зламали Жевченку ребра, повибивали зуби і примусили зізнатися у шпигунській та контрреволюційній діяльності. Юрія Жевченка засудили на 8 років каторги і вислали до концентраційного табору а Караганду.
Після відбуття покарання на свободу отець Юрій не вийшов. 1937 року справу проти нього поновили і повторно засудили ще до 10 років ув'язнення у концтаборі. Цього терміну він не пережив.